# 영덕중학교 (경기)
영덕중학교(靈悳中學校)는 대한민국 경기도 수원시 영통구 영통동에 위치한 공립 중학교이다.

## 학교 연혁
- 1997년 1월 14일 : 영덕중학교 설립인가 (30학급)
- 1997년 11월 17일 : 초대 김기태 교장 취임
- 1997년 12월 1일 : 영덕중학교 개교
- 1999년 2월 12일 : 제1회 졸업(41명)
- 2023년 1월 4일 : 제25회 졸업(11학급 343명) 연인원 9,276명 졸업
- 2023년 3월 1일 : 제11대 김영애 교장 취임
- 2023년 3월 2일 : 신입생 입학(9학급 302명)
- 2025년 3월4일 :신입생 입학(10학급 314명)

## 참고 자료
- 영덕중학교 - 한국교육학술정보원 학교알리미